# Renfe Cercanías

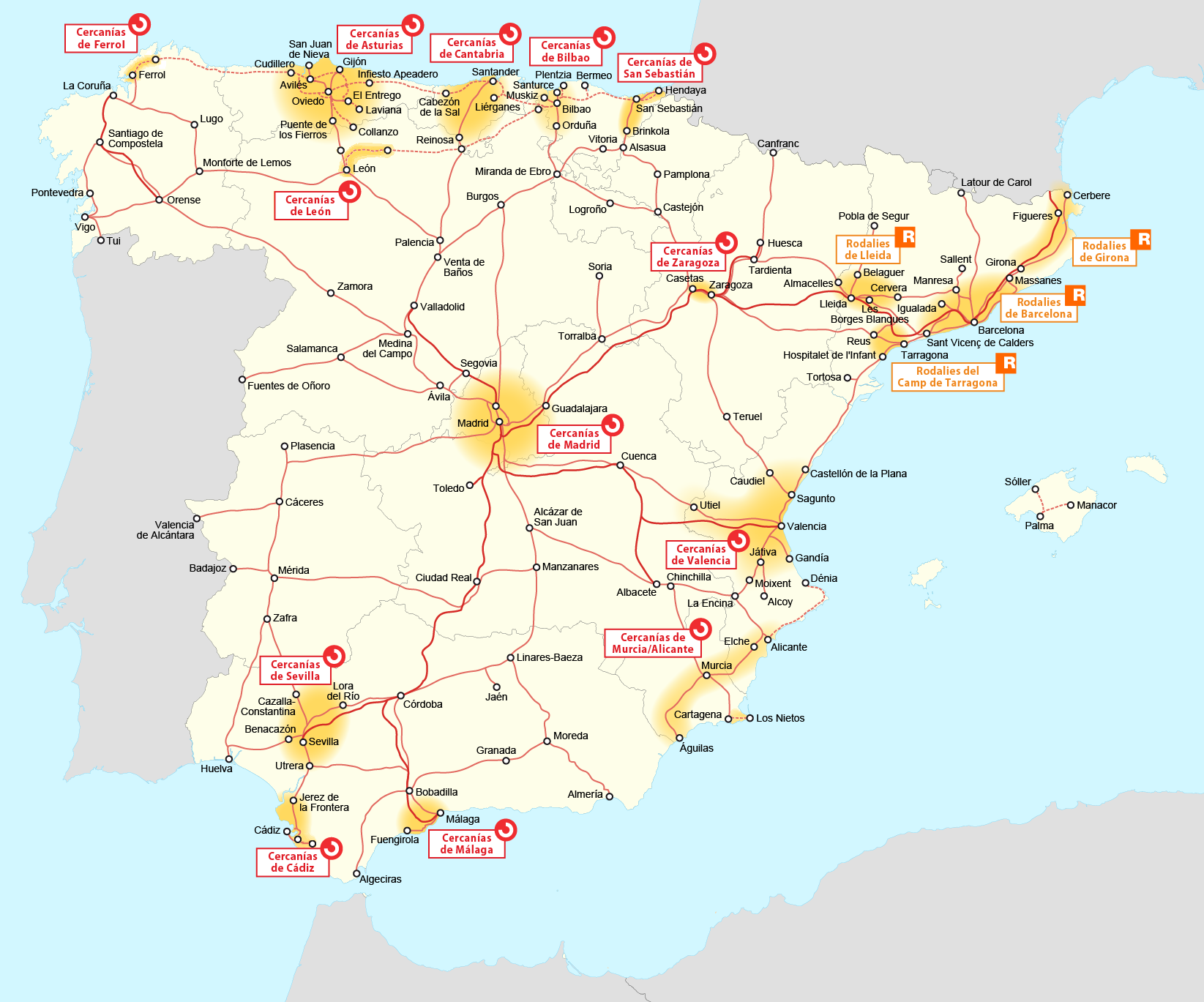
Mapa z zaznaczonymi systemami Cercanías w Hiszpanii

Renfe Cercanías – to nazwa nadana dla komunikacji kolejowej w Hiszpanii, głównych obszarów metropolitalnych w kraju. W regionie Katalonii występuje pod nazwą Renfe Rodalies, natomiast w regionie Kraju Basków stosuje się dwujęzyczne oznaczenie Renfe Cercanías / Aldiriak. Eksploatowane są one przez hiszpańskiego krajowego przewoźnika kolejowego RENFE. W Hiszpanii istnieje 12 systemów Cercanías, funkcjonują one następujących miastach:
- Oviedo / Gijón – Cercanías Asturias
- Barcelona – Rodalies Barcelona
- Bilbao – Cercanías Bilbao
- Kadyks – Cercanías Cádiz
- Madryt – Cercanías Madrid
- Malaga – Cercanías Málaga
- Murcja / Alicante – Cercanías Murcia/Alicante
- Santander – Cercanías Santander
- San Sebastián – Cercanías San Sebastián
- Sewilla – Cercanías Sevilla
- Walencja – Cercanías Valencia
- Saragossa – Cercanías Zaragoza

## Tabor
Renfe Cercanías użytkuje następujące typy pociągów:
| Seria Renfe | Obszar kursowania                                                       | Zdjęcie |
| ----------- | ----------------------------------------------------------------------- | ------- |
| 440         | Santander                                                               |         |
| 440R        | Asturia Barcelona Cádiz Madryt San Sebastián Santander Sewilla Walencja |         |
| 442         | Cercanías Madrid                                                        |         |
| 446         | Bilbao Madryt Malaga Sewilla                                            |         |
| 447         | Barcelona Madryt Walencja                                               |         |
| 450         | Barcelona Madryt                                                        |         |
| 451         | Barcelona                                                               |         |
| 592         | Murcja / Alicante Walencja                                              |         |
| Civia       | Asturia Barcelona Cádiz Madryt Sewilla Walencja Saragossa               |         |